# Liste der Kulturdenkmäler in Mauchenheim
In der Liste der Kulturdenkmäler in Mauchenheim sind alle Kulturdenkmäler der rheinland-pfälzischen Ortsgemeinde Mauchenheim aufgeführt. Grundlage ist die Denkmalliste des Landes Rheinland-Pfalz (Stand: 25. März 2025).

## Einzeldenkmäler
| Bezeichnung             | Lage                                                 | Baujahr                            | Beschreibung | Bild            |
| ----------------------- | ---------------------------------------------------- | ---------------------------------- | --- | --------------- |
| Evangelisches Pfarrhaus | Bäckergasse 10 Lage                                  | 1727                               | ehemaliges evangelisches Pfarrhaus; eingeschossiger barocker Putzbau, Oberlichtportal bezeichnet 1727 | BW              |
| Keller                  | Erbengasse, zu Nr. 8 Lage                            | 1604                               | im nördlichen Wirtschaftstrakt tonnengewölbter Bruchsteinkeller, Portal bezeichnet 1604; an der Querscheune Reliefstein, vielleicht aus dem 17. Jahrhundert | BW              |
| Alexandermühle          | Hauptstraße 5 Lage                                   | 18. Jahrhundert                    | ehemalige Alexandermühle an der Selz; Mühlengebäude, Bruchsteinbau, 18. Jahrhundert, innen profilierte Holzsäulen, Empore und Reste der Mühlentechnik; am Nebengebäude Inschriftstein, bezeichnet 1715 | BW              |
| Kriegerdenkmal          | Hauptstraße, gegenüber Nr. 10 Lage                   | 1926                               | Kriegerdenkmal 1914/18, kniender Soldat auf Pfeiler, 1926 | BW              |
| Wohnhäuser              | Hauptstraße 13/15 Lage                               | zweite Hälfte des 17. Jahrhunderts | Gruppe von zwei barocken Wohnhäusern, zweite Hälfte des 17. Jahrhunderts; Nr. 13: Obergeschoss mit Schmuckfachwerk; Nr. 15; jünger, symmetrisches Fachwerk | BW              |
| Inschrifttafel          | Hauptstraße, an Nr. 33 Lage                          | 1808                               | Inschrifttafel mit Bauinschrift, bezeichnet 1808 | BW              |
| Kriegerdenkmal          | Hauptstraße, gegenüber Nr. 35 Lage                   | 1877                               | Kriegerdenkmal 1870/71, Sandsteinobelisk mit Adler, bezeichnet 1877 | BW              |
| Transformatorenstation  | Hauptstraße, am südlichen Ortsausgang Lage           | 1921                               | turmartiger Pyramidendachbau, Stampfbeton, wohl 1921 von Firma Ludwig Strauch, Ludwigshafen | BW              |
| Klosterhof              | Kirchgasse 8 Lage                                    | 14. oder 15. Jahrhundert           | ehemaliger Hof des Klosters Sion (?); mehrteilige Bruchsteinbaugruppe mit gotischem Kernbau, wohl ehemalige Kapelle, in der Südwand vermauerte Spitzbogenfenster und Kellerfensterchen; niedrigerer östlicher Bauteil mit weitem Dachüberstand, Haustür bezeichnet 1831; im Westen Schuppen, im 19. Jahrhundert Kolonialwarenladen, im Süden eingeschossiger Wohnbau des 19. Jahrhunderts | BW              |
| Evangelische Kirche     | Kirchgasse 10 Lage                                   | um 1500                            | ehemals St. Remigius; spätgotischer Chor, um 1500; barocker Saal, 1750–52; Wappenstein, bezeichnet 1607 | BW              |
| Hofanlage               | Weinbergstraße 3 Lage                                | 16. Jahrhundert                    | Hofanlage; verputztes Wohnhaus, im Kern aus dem 16. Jahrhundert, östlicher Kellerbogen bezeichnet 1591; Stall, erste Hälfte des 19. Jahrhunderts, Toranlage mit profiliertem Sturz | BW              |
| Kriegerdenkmal          | nördlich des Ortes an der K 9, auf dem Friedhof Lage | 1901                               | Kriegerdenkmal 1866 und 1870/71, reliefierter Sandsteinobelisk, bezeichnet 1901 (versetzt) | BW              |
| Hoheitsstein            | südlich des Ortes an der L 401 Lage                  | um 1830                            | hessischer Hoheitsstein beim Grenzpunkt 330.I., Sandsteinobelisk, um 1830 an der Grenze des Königreichs Bayern zum Großherzogtum Hessen an der Landstraße Mainz–Kaiserslautern (Kaiserstraße) bzw. der Gemarkungsgrenze mit Freimersheim errichtet | Fotos hochladen |